# Faust (film 1922 Regno Unito)
Faust è un film muto stereoscopico britannico del 1922 diretto da Challis Sanderson che si basa sull'omonima opera di Goethe.

## Trama
Il Dottor Faust è un sapiente che fa un patto col demone Mefistofele per ricevere la conoscenza assoluta ed assaporare per sempre il piacere, ottenendo la bella Margherita.